# Batalla de Zlatitsa
La batalla de Zlatitsa se libró el 12 de diciembre de 1443 entre el Imperio otomano y las tropas serbo-húngaras en los Balcanes. La batalla se libró en el paso de Zlatitsa (en búlgaro: Златишки проход; en turco: Izladi Derbendi) cerca de la ciudad de Zlatitsa (actual Bulgaria). La impaciencia del rey Vladislao III Jagellón de Polonia y Hungría, y la severidad del invierno obligaron a Juan Hunyadi (febrero de 1444) a regresar a casa, pero no antes de que hubiera roto por completo el poder del sultán Murad II en Bosnia, Herzegovina, Serbia, Bulgaria y Albania.

## Antecedentes
En 1440, Juan Hunyadi se convirtió en el consejero de confianza y el soldado más respetado del rey Vladislao III Jagellón. Hunyadi fue recompensado con la capitanía de la fortaleza de Belgrado y fue puesto a cargo de las operaciones militares contra los otomanos. El rey Vladislao reconoció los méritos de Hunyadi al otorgarle propiedades en el este de Hungría. Hunyadi pronto mostró y demostró una capacidad extraordinaria para organizar sus defensas con los recursos limitados a su disposición. Obtuvo la victoria en Semendria sobre Ishak Bey en 1441, no lejos de Hermannstadt en Transilvania, aniquiló una fuerza otomana y recuperó para Hungría la soberanía sobre Valaquia. En julio de 1442 en las Puertas de Hierro derrotó a una formación otomana de 80 000 hombres liderada por Hadım Şehabeddin. Estas victorias convirtieron a Hunyadi en un enemigo prominente de los otomanos y de renombre en toda la cristiandad, y fueron los principales motivadores para emprender en 1443, junto con el rey Vladislao, la famosa expedición conocida como la larga campaña con la batalla de Niš como una de las batallas de esta campaña. Hunyadi estuvo acompañado por Giuliano Cesarini durante esta campaña. La batalla tuvo lugar en la llanura entre Bolvani y Niš el 3 de noviembre de 1443. Las fuerzas otomanas fueron dirigidas por Kasım Pasha, beylerbey de Rumelia, Turahan Bey e Ishak Bey. Después de la derrota otomana, las fuerzas en retirada de Kasim y Turahan quemaron todas las aldeas entre Niš y Sofía. Las fuentes otomanas justifican su derrota por la falta de cooperación entre los ejércitos otomanos conducidos por diferentes comandantes.

## La batalla
Hasta la batalla de Zlatitsa, los cruzados no se habían encontrado con un ejército otomano importante, solo guarniciones de la ciudad a lo largo de su ruta hacia Adrianópolis. Solamente en Zlatitsa se encontraron con fuerzas de defensa fuertes y bien posicionadas del ejército otomano. El severo clima frío del invierno favoreció la posición de los defensores otomanos. Las fuerzas otomanas estaban al mando de Kasim Pasha. Los cruzados tenían la intención de continuar su avance hacia Adrianópolis a través de los bosques de Sredna Gora Cuando llegaron a Zlatitsa, no pudieron continuar su avance porque el paso fue bloqueado por el ejército otomano, el clima era muy frío, fue muy difícil para ellos obtener suministros regulares de sus fuerzas y las fuerzas otomanas de Kasim repetidamente los hostigaban.

## Consecuencias
Después de la batalla de Zlatitsa y la posterior retirada de los cruzados, el campo de batalla y la región circundante fueron completamente destruidos. Serbia quedó devastada mientras que Sofía fue destruida y quemada, convertida en «campo negro» y las aldeas circundantes convertidas en «carbón negro». Únicamente el déspota Đurađ Branković ganó en la campaña cruzada de 1443.
Sin embargo, cuando regresaban a casa, los cruzados tendieron una emboscada y derrotaron a una fuerza turca que los perseguía en la batalla de Kunovica, donde Mahmud Bey, yerno del sultán Murad II y hermano del gran visir Çandarlı Halil Pasha, fue hecho prisionero.